# سپ بلاتر
یوزف سپ بلاتر (به آلمانی Joseph Sepp Blatter) (زاده ۱۰ مارس ۱۹۳۶ در شهر ویسپ، سوئیس)، هشتمین رئیس فیفا بود. او برای نخستین بار در تاریخ ۸ ژوئن ۱۹۹۸ در پنجاه و یکمین کنگره فیفا جایگزین ژائو هاولانژ برزیلی شد. وی برای ۴ دوره متوالی دیگر در سال‌های ۲۰۰۲، ۲۰۰۷، ۲۰۱۱ و ۲۰۱۵ به عنوان رئیس فیفا انتخاب شد. سپ بلاتر در تاریخ ۲ ژوئن ۲۰۱۵ چهار روز پس از این‌که برای پنجمین بار به‌عنوان رئیس فیفا انتخاب شد، از ریاست فیفا کناره‌گیری کرد.

## زندگی
بلاتر در تاریخ ۱۰ مارس ۱۹۳۶ در ویسپ سوئیس به دنیا آمد. او پس از آن که از کالجی در سن‌موریس فارغ‌التحصیل شد برای ادامه تحصیل به دانشگاه لوزان رفت و در سال ۱۹۵۹ موفق به اخذ مدرک کارشناسی در رشته اقتصاد و بازرگانی شد. اولین شغل بلاتر ریاست روابط عمومی انجمن گردشگری ایالت کانتون وله سوئیس بود و سپس در سال ۱۹۶۴ به مقام دبیرکلی فدراسیون هاکی روی یخ سوئیس رسید. متعاقب آن چند سالی را نیز در فعالیت‌های روابط عمومی و روزنامه‌نگاری در حوزه ورزش و بخش خصوصی مشغول به کار بود. بلاتر پس از آن که به مدیریت روابط عمومی لونژین (کارخانه سازنده ساعت) رسید به دلیل همکاری این کارخانه با متولیان برگزاری المپیک ۱۹۷۲ و ۱۹۷۶ توانست پا به عرصه بین‌المللی ورزش بگذارد.
او سه بار ازدواج کرده و دارای یک فرزند دختر است.

## ریاست بر فیفا
سپ بلاتر از هشتم ژوئن ۱۹۹۸ به مقام ریاست فیفا رسید و با وجود سن و سال بالا، به مدت ۱۷ سال تا ۷۹ سالگی ریاست فیفا را بر عهده داشت. بلاتر در پی افزایش دوره ریاست خود بود اما ماجرای تخلف مالی دست او را از این هدف کوتاه کرد. از برنامه‌های مهم او در دوره ریاست باید به پروژه «گل» اشاره داشت. برنامه‌های دیگر او راه‌اندازی جام جهانی فوتسال، جام جهانی فوتبال ساحلی و جام باشگاه‌های فوتبال جهان بود. در زمان او جام جهانی در آسیا و آفریقا برگزار شد.

## سفر به ایران
بلاتر در ۱۵ آبان ۱۳۹۲ به دعوت فدراسیون فوتبال ایران یک سفر یک روزه به تهران داشت و با رئیس‌جمهور حسن روحانی نیز دیدار کرد. گشایش همایش بین‌المللی علم و فوتبال در تهران، دلیل سفر او به ایران بود. حسن روحانی در این دیدار گفت ایران آمادگی میزبانی جام ملت‌های آسیا ۲۰۱۹ را دارد. روحانی از حمایت سپ بلاتر و شیخ سلمان، رئیس کنفدراسیون فوتبال آسیا (AFC) از میزبانی ایران برای برگزاری جام ملت‌های آسیا در سال ۲۰۱۹ قدردانی کرد.
بلاتر در دیدار خود با معصومه ابتکار و علی لاریجانی خواستار رفع ممنوعیت حضور زنان در استادیوم‌های ایران شد. او تأکید کرد که قصد دخالت در امور داخلی ایران را ندارد اما از این تبعیض ناخرسند است. بلاتر همچنین در محل تمرین تیم ملی فوتسال زنان ایران حضور پیدا کرد. فریده شجاعی، نایب رئیس فدراسیون فوتبال ایران از حضور سپ بلاتر تقدیر کرد و گفت که فدراسیون بین‌المللی فوتبال همیشه از فوتبال زنان ایران حمایت کرده‌است.
یکی از موضوعاتی که مسئولان فدراسیون فوتبال ایران امیدوار بودند در سفر سپ بلاتر به ایران راه حلی برای آن پیدا کنند، موضوع بلوکه شدن پول‌های فوتبال ایران بود. علی کفاشیان، رئیس فدراسیون فوتبال ایران، گفته بود قرار است بخشی از طلب ایران با هماهنگی فیفا پرداخت شود. سفر بلاتر به ایران دارای بازتابهایی بود، حمید استیلی حضور سپ بلاتر در ایران را مهم دانست و معتقد بود که کار بزرگی بود که انجام شد و می‌تواند مثمرثمر باشد. هاشمی‌طبا نیز عقیده داشت که باید طی مدت زمان حضور بلاتر در ایران به گونه‌ای با وی برخورد شود که او با ذهنیتی مثبت ایران را ترک کند تا بتوانیم به نتیجه دلخواه برسیم.

## اتهامات فساد مالی و کناره‌گیری بلاتر
پس از بالا گرفتن اتهامات فساد مالی و رشوه‌خواری در فیفا و همین‌طور بازداشت شدن نزدیک به ده تن از مقامات عالی‌رتبهٔ فیفا، سپ بلاتر تحت فشار نخست‌وزیر وقت بریتانیا، دیوید کامرون و همین‌طور میشل پلاتینی، رئیس وقت یوفا، بعد از کمتر از یک هفته از منصوب شدن به ریاست فیفا از سمت خود استعفاء داد. این اتهامات مرتبط با نحوهٔ واگذاری میزبانی جام جهانی فوتبال به کشور‌های آفریقای جنوبی، قطر و روسیه بود. بلاتر به همین علت از هر نوع فعّالیت فوتبالی برای همیشه محروم شد. او در سخنرانی در سال ۲۰۱۳ در دانشگاه آکسفورد، فوتبال را به ماشین چاپ اسکناس تشبیه نمود.

## ادعای آزار جنسی
هوپ سولو، دروازه‌بان سابق تیم ملی فوتبال زنان آمریکا، در زمان برگزاری مراسم بهترین‌های فیفا در سال ۲۰۱۳، سپ بلاتر را به آزار جنسی متهم کرد.